# Erland Almkvist
Erland Herman Lison Almkvist (ur. 2 września 1912 w Sztokholmie, zm. 20 września 1999 w Lidingö) – szwedzki żeglarz sportowy. Srebrny medalista olimpijski z Helsinek.
Zawody w 1952 były jego jedynymi igrzyskami olimpijskimi. Po srebrny medal sięgnął w klasie Dragon. Razem z nim załogę łodzi tworzyli Per Gedda (sternik) i Sidney Boldt-Christmas.